# Ассоциация (союз)
Ассоциация (союз; лат. associo — присоединять) — одна из организационно-правовых форм некоммерческих организаций, являющаяся добровольным объединением юридических лиц и/или граждан с сохранением права последних вступать в другие объединения.

## Ассоциации в Российской Федерации
Деятельность ассоциаций в Российской федерации регламентируется статьёй 123 Гражданского кодекса РФ и статьёй 11 Федерального закона «О некоммерческих организациях».
Согласно п. 1 ст. 11 ФЗ «О некоммерческих организациях», п.1 ст. 123.8 ГК РФ юридические лица и (или) физические лица могут создавать объединения в форме ассоциаций или союзов коммерческих или некоммерческих организаций с целью координации их предпринимательской деятельности, а также представления и защиты общих, в том числе имущественных интересов.
Ассоциации — объединения, основанные на членстве. Члены ассоциации, при этом, сохраняют свою юридическую самостоятельность, однако, несут субсидиарную ответственность по её обязательствам в размере и в порядке, предусмотренных её учредительными документами.
Высшим органом управления Ассоциации является Общее собрание членов.

#### Учредительные документы
Ассоциация предполагает два вида учредительных документов: устав, утверждённый всеми входящими в неё членами, и учредительный договор. У Ассоциации должны быть оба учредительных документа одновременно. Следует обратить внимание на то, что изменения, внесённые в учредительные документы ассоциации, становятся обязательными только с момента их государственной регистрации (ч. 2 ст. 23 ФЗ «О некоммерческих организациях») в то время как, например, для ООО изменения становятся обязательными для их участников с момента принятия, а момент регистрации данных изменений имеет значение только для третьих лиц.

#### Реорганизация
Реорганизация Ассоциации осуществляется в порядке, предусмотренном действующим законодательством. Она может преобразоваться в фонд, автономную некоммерческую организацию, хозяйственное общество или товарищество. Решение о реорганизации принимается Общим собранием членов.
При отсутствии правопреемника документы постоянного хранения, имеющие научно-историческое значение, передаются на государственное хранение в архивы, документы по личному составу (приказы, личные дела, карточки учёта, лицевые счета и т. п.) передаются на хранение в архив управы городского округа, на территории которого находится Ассоциация.
Передача и упорядочение документов осуществляется силами и за счет средств Ассоциации в соответствии с требованиями архивных органов.

#### Ликвидация
Ликвидация Ассоциации производится либо по решению Общего собрания членов Ассоциации, либо по решению судебных или иных уполномоченных на то органов.
Руководство Ассоциации или орган, принявший решение о ликвидации назначает ликвидационную комиссию и устанавливает порядок и сроки ликвидации.

#### Ответственность
Члены ассоциации (союза) несут субсидиарную ответственность по обязательствам этой ассоциации (союза) в размере и в порядке, предусмотренных её учредительными документами.
Однако, сама ассоциация не отвечает по обязательствам своих членов.

#### Имущество
Источниками формирования имущества Ассоциация в денежной и иных формах являются:
— регулярные и единовременные поступления от учредителей (членов);
— добровольные имущественные взносы и пожертвования;
— дивиденды (доходы, проценты), получаемые по акциям, облигациям, другим ценным бумагам и вкладам;
— доходы, получаемые от собственности Ассоциации;
— другие, не запрещенные законом поступления.
Порядок регулярных поступлений от учредителей (членов) определяется учредительными документами Ассоциации и Положением о Членстве, утверждаемым Общим собранием. Полученная Ассоциацией прибыль не подлежит распределению между членами Ассоциации.